# Shoot 'em up

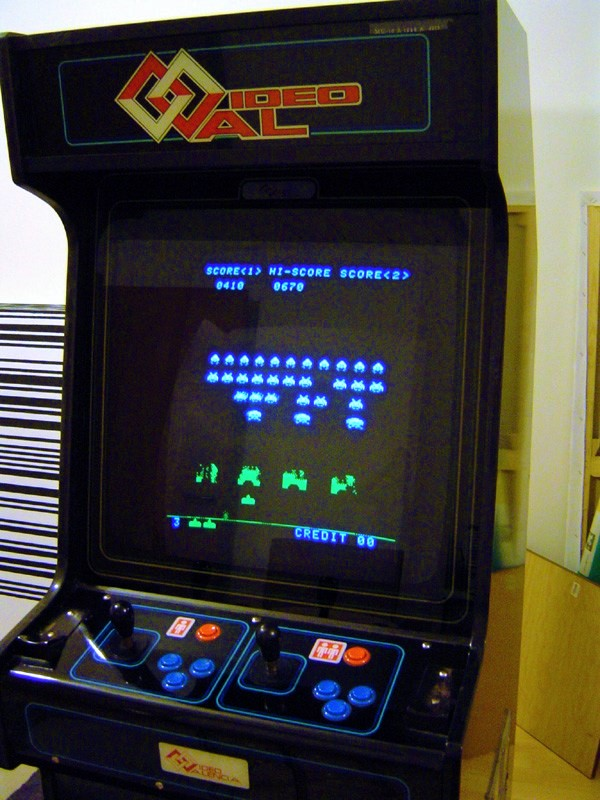
Space Invaders è stato il primo videogioco shoot 'em up ad avere successo

Lo shoot 'em up è un sottogenere dei videogiochi d'azione sparatutto divenuto estremamente famoso tra l'inizio degli anni ottanta e la metà degli anni novanta.
Come il nome suggerisce (traducibile dall'inglese come "spara a tutti"), la caratteristica saliente di queste produzioni è l'atto di "fare fuoco" su qualcuno o qualcosa.
Questo tipo di videogiochi ha tipicamente un ritmo frenetico e si basa sul combattimento massiccio con armi a distanza contro orde numerose di nemici. Il giocatore prende solitamente il controllo di un veicolo solitario, volante o di superficie, e deve sparare praticamente a tutto ciò che incontra sullo schermo.
Inizialmente il termine shoot 'em up era sinonimo di shooter o sparatutto, in quanto sono il primo tipo di sparatutto affermatosi; in seguito, con la diffusione di sottogeneri più complessi, come lo sparatutto in prima persona, con shoot 'em up si è passati a indicare il sottogenere tradizionale.
Uno shoot 'em up non è mai in prima persona.
Per riferirsi agli shoot 'em up viene usato anche l'acronimo shmup. 
In Giappone si usa anche l'abbreviazione STG, derivata dal termine shooting game.

## Storia
È uso comune indicare in Spacewar! il capostipite del genere anche se non ebbe ampia diffusione se non tra i laboratori informatici del tempo e con qualche cabinato da sala. Fu solo con Space Invaders della Taito che gli sparatutto ebbero la loro consacrazione dinnanzi al pubblico mondiale. Nei primi esemplari di questo genere di giochi il giocatore poteva muoversi solo su una linea orizzontale, spesso su un fondale statico, e per proseguire nel gioco era necessario distruggere ondate successive di nemici.
Queste limitazioni furono superate ben presto e il genere si evolse sia con miglioramenti grafici che di gameplay con i cosiddetti sparatutto a scorrimento (scrolling shooter in inglese) in cui il velivolo (astronave o aereo, ma anche altro visto che l'elemento sci-fi lasciò il passo anche ad altre tematiche come il fantasy) poteva ora muoversi con totale libertà per le due dimensioni, lottando contro nemici che a loro volta non si presentavano più in forma di ondata ma sfruttavano ogni angolo dello schermo apparendo anche alle spalle del giocatore.
Praticamente quasi tutti gli sparatutto di questo genere avevano alla fine di ogni livello un boss molto più resistente e pericoloso dei nemici normali. Durante questa età dell'oro dello shoot 'em up ogni sistema casalingo aveva i suoi esponenti del genere (sia conversioni arcade sia titoli esclusiva) tanto che stilare una lista completa richiederebbe l'inserimento di diverse migliaia di titoli. In seguito la fama di questi giochi è andata via via scemando, nonostante l'evoluzione delle meccaniche continui tuttora, sopravvivendo ormai come genere di estrema nicchia grazie a sporadiche produzioni sia indipendenti che industriali e allo zoccolo duro degli appassionati.

## Categorie
È possibile tracciare a grandi linee degli insiemi in cui inserire le differenti tipologie di shoot'em up, ma è necessario tenere presente che non sempre esistono delle barriere nette tra un sottogenere e l'altro, tanto che spesso le differenze sono riscontrabili solo per piccoli ma importanti particolari nel gameplay.

### Sparatutto a schermata fissa
Si definiscono con questo termine quegli shoot 'em up in cui il mezzo controllato dal giocatore si muove su uno sfondo immobile. A questo insieme di giochi appartengono i titoli che sono entrati nella storia come Space Invaders, Asteroids e Galaxian. Sebbene questo genere sia stato presto abbandonato in favore degli sparatutto a scorrimento, sono stati occasionalmente pubblicati remake come Majestic Twelve: The Space Invaders Part IV o Space Invaders Extreme.

### Sparatutto a scorrimento
Nello shoot 'em up a scorrimento verticale e/o orizzontale si ha uno sfondo in movimento in grado di dare maggiore dinamicità al gioco. Sono stati prodotti sia sparatutto a scorrimento orizzontale (vista dal fianco) che verticale (con vista dall'alto) che misti: esempio pratico di quest'ultima categoria è il famoso Salamander, che presenta livelli sia a scorrimento orizzontale che verticale. In alcune produzioni come Defender, lo scrolling può subire variazioni per esempio scorrendo da sinistra a destra per poi cambiare da destra verso sinistra. Nella maggior parte dei casi lo scrolling orizzontale procede da sinistra a destra, mentre quello verticale dal basso all'alto.

### Run 'n' gun
Sebbene il run 'n' gun sia concettualmente simile allo sparatutto a scorrimento verticale e/o orizzontale, se ne differenzia per alcune caratteristiche salienti.
Come il nome suggerisce, nel run 'n' gun si "corre e spara", nel senso che si controlla non più un mezzo attraverso un livello in continuo avanzamento ma un personaggio appiedato con varie possibilità di movimento (salto, schivata) e spesso anche in grado di fermarsi. L'eventuale presenza di salti e ripiani scorrevoli rende spesso i titoli parzialmente appartenenti al genere platform; un esempio pratico è Metal Slug. 
Commando, Alien Syndrome, Out Zone, Turrican, Shock Troopers, Cuphead sono solo alcuni degli esponenti di questa prolifica categoria.

### Danmaku
A prima vista un danmaku (弾幕?) non è distinguibile da un classico sparatutto a scorrimento o da un run 'n' gun finché non si comincia a giocare. A questo punto ci si accorge subito dell'enorme quantitativo di proiettili che invadono lo schermo fin dai primi istanti di gioco: danmaku in giapponese significa infatti "cortina di proiettili". Portare a termine questi giochi non è un'impresa semplice in quanto si tratta di produzioni con un'elevata difficoltà intrinseca, che necessitano di notevoli abilità e anche di conoscenze specifiche non sempre di facile reperibilità. Batsugun è generalmente considerato l'anello di congiunzione tra lo shooter classico e il danmaku: sono molti i titoli appartenenti al genere dei danmaku, inclusa la serie Touhou Project, ma sicuramente il gioco che più ha contribuito ad accrescere la fama di questo insieme di giochi è stato Dodonpachi insieme ai suoi innumerevoli sequel, prequel e spin-off. All'estero i danmaku sono conosciuti anche come manic shooter (ingl. "sparatutto frenetico") oppure bullet hell ("inferno di proiettili").